# سیارک ۱۵۸۸۹۹
سیارک ۱۵۸۸۹۹ (به انگلیسی: 158899 Malloryvale، نامگذاری:2004QO) صد و پنجاه و هشت هزار و هشتصد و نود و نهمین سیارک کشف شده‌است که در ۱۷ اوت ۲۰۰۴ کشف شد.